# Tề Hoàn công
Tề Hoàn công (chữ Hán: 齊桓公; 715 TCN - 7 tháng 10, 643 TCN), tên thật là Khương Tiểu Bạch (姜小白), là vị quân chủ thứ 16 của nước Tề - chư hầu nhà Chu trong lịch sử Trung Quốc. Ông trị vì từ năm 685 TCN đến năm 643 TCN, tổng cộng 42 năm.
Tề Hoàn công là vị quân chủ chư hầu xưng bá chủ đầu tiên thời Xuân Thu. Ông thường được xếp vào hàng đầu tiên của danh sách Ngũ bá. Sự nghiệp của ông bắt đầu khi Công Tôn Vô Tri sát hại anh trai Tề Tương công và chiến thắng trong việc tranh đoạt ngôi vị với Công tử Củ (公子纠). Sau khi đăng vị, ông bái Quản Trọng làm Tướng quốc, sử dụng chính sách quân chánh hợp nhất, binh dân hợp nhất, quốc lực của nước Tề trở nên cường thịnh.
Năm 679 TCN, ông triệu tập các nước chư hầu để hội minh, trở thành vị Bá chủ đầu tiên trong lịch sử Trung Hoa thời Tiên Tần. Khi đó Hoa Hạ chư hầu bị áp chế bởi các chư hầu, Quản Trọng đã đề xuất Tôn vương Nhương di (尊王攘夷), Bắc kích Sơn Nhung, Nam phạt nước Sở, do đó Tề Hoàn công chân chính trở thành Trung Nguyên bá chủ, được Thiên tử nhà Chu phong thưởng và làm lễ chính thức.

## Thân thế
Tề Hoàn công Khương Tiểu Bạch không rõ sinh năm bao nhiêu, là con thứ của Tề Hy công và là em của Tề Tương công. Mẹ ông là người nước Vệ hay nước Cử(?).
Cuối năm 686 TCN, Tề Tương công bị Công Tôn Vô Tri sát hại. Những người em của Tương công bỏ chạy ra nước ngoài. Khương Tiểu Bạch được Bào Thúc Nha phò tá, bỏ chạy sang nước Cử; người em thứ hai của Tương công là Công tử Củ (公子糾) được Quản Trọng và Thiệu Hốt phò tá chạy sang nước Lỗ.
Đầu năm 685 TCN, Công Tôn Vô Tri bị giết. Vì Tiểu Bạch chơi thân với đại phu Cao Hề nên Cao Hề bàn với đại phu họ Quốc đi đón ông ở nước Cử về nối ngôi. Công tử Củ ở nước Lỗ nghe tin đó bèn sai Quản Trọng đi đón đường ngăn cản ông về nước. Quản Trọng bắn trúng đai áo Tiểu Bạch, ông bèn ngã ra giả vờ chết. Quản Trọng sai người đi báo với công tử Củ. Vì vậy công tử Củ chủ quan đi chậm, không vội về nước Tề.
Khi Quản Trọng đi khỏi, Khương Tiểu Bạch ngồi trên chiếc xe bịt kín đi gấp về nước Tề. Ông được họ Cao và họ Quốc làm nội ứng, cùng lập làm vua mới, tức là Tề Hoàn công.

## Thu dụng Quản Trọng
Tề Hoàn công lên ngôi bèn dàn quân tấn công nước Lỗ. Hai bên giao chiến ở Kiền Thời. Quân Tề đánh bại quân Lỗ. Quân Lỗ thua chạy, bị quân Tề chặn đường về. Ban đầu Tề Hoàn công định giết cả ba người chống đối ở nước Lỗ, nhưng Bào Thúc Nha vốn là bạn thân của Quản Trọng, hai người từng hứa hẹn sống chết có nhau; do đó Bào Thúc Nha đề nghị Hoàn công nên tha cho Quản Trọng sống dùng làm người phò tá lên nghiệp bá.
Tề Hoàn công nghe theo, bèn ra điều kiện nước Lỗ tự giết công tử Củ và giao nộp Thiệu Hốt cùng Quản Trọng để cho nước Tề xử tội. Nước Lỗ làm theo, bèn giết Khương Củ để quân Tề giải vây. Thiệu Hốt nghe lệnh bèn tự sát. Nước Lỗ giải Quản Trọng về nước Tề. Bào Thúc Nha ra đón Quản Trọng ở đất Đường Phụ và tiến cử với Tề Hoàn công.
Nghe lời Bào Thúc Nha, Tề Hoàn công trao chính sự cho Quản Trọng, dùng làm đại phu. Ông còn trọng dụng Cao Hề, Bào Thúc Nha và Thấp Bằng sửa sang chính sự nước Tề. Từ đó nước Tề trở nên giàu mạnh.

## Làm bá chư hầu
Năm 684 TCN, Tề Hoàn công mang quân đánh nước Đàm để trả thù việc nước Đàm đối xử không tốt với ông khi ông trên đường chạy trốn sang nước Cử trước đây. Kết quả ông tiêu diệt nước Đàm.
Năm 681 TCN, Tề Hoàn công đánh Lỗ, đánh bại quân Lỗ. Lỗ Trang công xin dâng đất Toại Ấp để giảng hòa. Tề Hoàn công ưng thuận, cùng Lỗ Trang công họp ở đất Kha ăn thề. Trong hội thề, tướng Lỗ là Tào Mạt dùng chủy thủ uy hiếp bắt ông trả lại đất cho nước Lỗ. Tề Hoàn công thề xong vẫn không muốn làm, nhưng theo lời khuyên của Quản Trọng, ông chấp thuận thực hiện. Sau sự việc này, chư hầu tin Tề Hoàn công giữ tín nghĩa nên chịu quy phục nước Tề.
Năm 679 TCN, Tề Hoàn công họp chư hầu lần đầu ở đất Nhân. Từ đó ông trở thành bá chủ chư hầu.
Năm 672 TCN, con của Trần Lệ công nước Trần là Quy Hoàn trốn sang nước Tề, được Hoàn công phong làm đại phu. Điền Hoàn trở thành thủy tổ của họ Điền sau này.
Năm 663 TCN, nước Sơn Nhung ở phía bắc đánh nước Yên. Yên Trang công cầu cứu nước Tề. Tề Hoàn công mang quân đi cứu Yên. Ông đánh bại quân Sơn Nhung, diệt Sơn Nhung và nước Cô Trúc.
Tuy ra uy với chư hầu, Tề Hoàn công theo chính sách của Quản Trọng, vẫn tôn trọng nhà Chu. Vì vậy các chư hầu tin theo nước Tề.
Năm 659 TCN, em gái Tề Hoàn Công là Ai Khương là vợ Lỗ Trang công, có con là Lỗ Mẫn công lên nối ngôi Trang công. Ai Khương tư thông với em Trang công là công tử Khánh Phủ. Khánh Phủ mưu cướp ngôi vua nước Lỗ bèn giết Lỗ Mẫn công. Ai Khương định lập Khánh Phủ nhưng người nước Lỗ không nghe, lập Lỗ Hy công. Tề Hoàn công bèn gọi Ai Khương về nước Tề giết chết.
Cùng năm, nước Vệ bị nước Xích Địch xâm lấn, Vệ Ý công bị giết. Tề Hoàn công điều quân sang cứu nước Vệ và xây thành Sở Khâu, lập Vệ Đái công và Vệ Văn công.
Năm 657 TCN, Tề Hoàn công giận người vợ thứ là Sái cơ. Sái cơ bỏ về nước. Mẹ Sái cơ mang con gái gả cho người khác. Tề Hoàn công giận nước Sái bèn hội chư hầu mang quân đánh. Đầu năm 656 TCN, quân Tề đánh tan quân Sái. Nước Sái vốn là chư hầu gần nước Sở. Sở Thành vương điều quân cứu Sái. Quản Trọng nhân đó hạch tội nước Sở bỏ cống thiên tử nhà Chu. Quân Tề đóng ở đất Hình. Sở Thành vương sai Khuất Hoàn đi giảng hòa với nước Tề. Tề Hoàn công cùng các chư hầu cùng kết minh với nước Sở ở Chiêu Lăng rồi lần lượt rút quân. Sự kiện này sử gọi là "Chiêu Lăng chi minh" (召陵之盟) (Hội thề Chiêu Lăng).
Đầu năm 651 TCN, Tề Hoàn công hội chư hầu ở đất Quỳ Khâu. Chu Tương Vương mới lên ngôi, sai Tể Khổng mang thịt tế và cung tên, xe đại lộ ra ban cho ông và nói với ông không cần lạy. Hoàn công toan nghe theo nhưng Quản Trọng khuyên ông làm lễ nhận đồ thiên tử nhà Chu ban cho. Tề Hoàn công nghe theo.
Mùa thu năm đó, Tề Hoàn công lại họp chư hầu. Ông tỏ ra kiêu căng, vì vậy nhà Chu và một số chư hầu phật ý. Năm đó Tấn Hiến công ở xa, chưa kịp đến dự hội chư hầu thì hội tan; khi trở về nước thì qua đời. Nước Tấn có loạn. Đồng thời với việc Tần Mục công lập Tấn Huệ công, Tề Hoàn công sai Thấp Bằng mang quân can thiệp vào nước Tấn, tiến đến đất Cao Lương thì rút về.
Năm 648 TCN, em Chu Tương vương là Cơ Đái mượn quân các nước Nhung, Địch định cướp ngôi vua. Tề Hoàn công sai Quản Trọng đi dẹp các nước Nhung, Địch. Sang năm sau, vương tử Đái chạy sang tị nạn ở nước Tề. Tề Hoàn công xin Chu Tương vương tha tội cho Đái.
Năm 645 TCN, hai trọng thần là Quản Trọng và Thấp Bằng mất. Tề Hoàn công tin dùng ba gian thần Dịch Nha, Thụ Đao và Khai Phương dù trước khi chết, Quản Trọng đã can không nhất định không được trọng dụng 3 người đó.
Năm 644 TCN, người Nhung lại mang quân đánh nhà Chu. Tề Hoàn công đã già yếu, ra lệnh cho các chư hầu đi cứu thiên tử, đánh đuổi người Nhung.

## Qua đời
Tề Hoàn công có nhiều con trai. Trong 6 người con, ông lập công tử Khương Chiêu làm Thế tử. Khi đã già yếu, ông cùng Quản Trọng ủy thác Khương Chiêu cho Tống Tương công giúp đỡ.
Năm 643 TCN, Tề Hoàn công lâm bệnh nặng. Các công tử hợp bè đảng tranh vị, chẳng ai quan tâm đến phụ thân đang lâm bệnh. Bọn Dịch Nha, Thụ Điêu còn đưa Hoàn công vào giam trong tẩm cung, cho xây tường rào bao cung điện, không cho một ai được vào gặp. Chỉ có một cung nữ tìm cách trèo tường vào thăm Hoàn công. Hoàn công hỏi nàng vì sao không đem đồ ăn hay nước vào, nàng cũng không có cách nào. Hoàn công bèn than: "Than ôi! Thánh nhân có thể thấy trước tai họa! Nếu như phải chết thế này, ta còn mặt mũi nào để nhìn Trọng phụ đây?"
Ngày Ất Hợi tháng 10 năm 643 TCN, Tề Hoàn công qua đời. Ông ở ngôi tất cả 43 năm, hưởng thọ 73 tuổi. Bấy giờ, các con của Hoàn công vẫn chỉ lo tranh nhau ngôi vị. Cuối cùng, công tử trưởng là Khương Vô Khuy tranh ngôi bị hại, công tử Chiêu được Tống Tương công ủng hộ lên làm vua, tức là Tề Hiếu công.
Do các con ông mải tranh chấp quyền lực, mãi tới tháng 12 năm 643 TCN tức là hơn 2 tháng sau khi mất (67 ngày), ông mới được làm lễ nhập quan và tới tháng 8 năm sau (642 TCN) mới được mai táng.

## Nhận định
Với sự nghiệp bá chủ thời Xuân Thu, Tề Hoàn công được nhìn nhận là nhà chính trị kiệt xuất thời cổ đại, biết cách sử dụng nhân tài để gây dựng sự nghiệp. Trong Ngũ Bá thời Xuân Thu, Tề Hoàn công là vị vua ở ngôi lâu nhất và ở cương vị bá chủ chư hầu dài nhất (hơn 35 năm). Trong thời kỳ nhà Chu suy yếu, ông vẫn chủ trương tôn thiên tử, trấn áp di địch, cứu trợ các chư hầu. Điều đó khiến ông được các chư hầu quy phục.
Cùng với Tấn Văn công, sự nghiệp bá chủ của ông được người đời sau ca ngợi, gọi chung là Hoàn Văn (桓文).

## Trong văn học
Sự nghiệp bá chủ của Tề Hoàn công được đề cập khá đậm nét trong tiểu thuyết Đông Chu liệt quốc của Phùng Mộng Long. Trong tác phẩm, ông xuất hiện từ hồi thứ 15 đến hồi 32. Chân dung Tề Hoàn công được mô tả khá sát với sử sách.
Kết cục của Tề Hoàn công được Đông Chu liệt quốc đề cập trong hồi 32. Khi bệnh nặng nằm liệt giường, ông bị Dịch Nha và Thụ Đao cắt đứt quan hệ với gia quyến; chỉ gặp được một cung nhân là Án Nga Nhi liều mạng lẻn vào thăm trước khi qua đời. Sau khi ông mất, Án Nga Nhi đã tự sát chết theo.

## Gia quyến
- Vợ:

1. Đích thê: Vương Cơ (王姬), không con.
2. Đích thê: Từ Doanh (徐嬴), không con.
3. Đích thê: Sái Cơ (蔡姬), không con.
4. Trưởng Vệ Cơ (长卫姬), sinh Khương Vô Khuy.
5. Thiếu Vệ Cơ (少卫姬), sinh Tề Huệ công Khương Nguyên.
6. Trịnh Cơ (郑姬), sinh Tề Hiếu công Khương Chiêu.
7. Cát Doanh (葛嬴), sinh Tề Chiêu công Khương Phan.
8. Mật Cơ (密姬), sinh Tề Ý công Khương Thương Nhân.
9. Tống Hoa Tử (宋华子), sinh Công tử Ung.

- Hậu duệ::

1. Khương Vô Khuy.
2. Tề Huệ công Khương Nguyên.
3. Tề Hiếu công Khương Chiêu.
4. Tề Chiêu công Khương Phan.
5. Tề Ý công Khương Thương Nhân.
6. Công tử Ung (公子雍).
7. Tề Khương (齊姜), phu nhân Tấn Hiến công, mẹ của Mục Cơ (穆姬) phu nhân của Tần Mục công, tổ mẫu của Tần Khang công.